# Feuchtgebiete im Nothbachtal
Koordinaten: 50° 17′ 0″ N, 7° 21′ 1″ O
Die Feuchtgebiete im Nothbachtal sind ein Naturschutzgebiet im Landkreis Mayen-Koblenz in Rheinland-Pfalz.
Das 27 ha große Gebiet liegt zu beiden Seiten des Nothbaches zwischen den Orten Rüber, Küttig und Gappenach.
Schutzzweck ist die Erhaltung dieser Feuchtgebiete als Lebensraum seltener in ihrem Bestande bedrohter wildwachsender Pflanzen und seltener in ihrem Bestande bedrohter Tierarten sowie aus wissenschaftlichen Gründen.